# Alen Bajkuša
Alen Bajkuša, né le 26 juin 1971 à Sarajevo (Bosnie-Herzégovine), est un footballeur bosnien. 
Ce buteur mesurant 1,80 m pour 82 kg est un globe-trotteur du football, qui a réalisé une partie de sa carrière en Asie du Sud-Est.

## Biographie
Formé au NK Zeljeznicar Sarajevo, un modeste club yougoslave, Bajkusa part en Asie en 1992. Il dispute d'abord deux saisons en Malaisie avec Pahang FA, puis deux saisons à South China, un des principaux clubs de Hong Kong. 
En 1996, après deux saisons pleines, Alen Bajkusa décide de revenir en Europe et signe au Stade Malherbe de Caen, promu en Division 1, où il parvient pas à s'imposer comme titulaire. Il dispute cependant 14 matchs de D1 et marque deux buts. 
En janvier 1998, il tente de se relancer à Étoile Carouge FC, un club de deuxième division suisse. L'expérience est mitigée, en dépit d'une qualification en demi-finale de la coupe de Suisse, perdue face au Neuchatel Xamax. 
En 1999, Alen Bajkusa repart en Asie, et signe à Happy Valley, autre grand club de Hong Kong. Il y remporte le championnat à son arrivée, mais ne reste que quelques mois dans le club.
En 2000, il revient en Europe, en Hongrie, au Lombard FC Tatabánya, en Hongrie, avec lequel il dispute la coupe Intertoto à l'été 2001. Il change alors de nouveau de pays et signe au AO Aigáleo, en première division grecque, où il joue une saison.
En 2002, il revient dans son pays natal, en Bosnie-Herzégovine, d'abord au NK Zeljeznicar Sarajevo, son club formateur, puis une dernière saison à Široki Brijeg.

## Carrière
| Saisons       | Club                 | Championnat        | Matchs (buts) |
| ------------- | -------------------- | ------------------ | ------------- |
| Formation     | Željezničar Sarajevo | Yougoslavie        |               |
| 1992-1994     | Pahang FA            | Malaisie           |               |
| 1994-1996     | South China          | Hong Kong          |               |
| 1996-1997     | SM Caen              | Division 1         | 14 (2)        |
| 1997-jan 1998 | SM Caen              | Division 2         |               |
| jan 1998-1999 | Etoile Carouge FC    | Suisse             |               |
| 1999-2000     | Happy Valley         | Hong Kong          |               |
| 2000-2001     | Lombard FC Tatabánya | Hongrie            |               |
| 2001-2002     | AO Aigáleo           | Grèce              |               |
| 2002-2003     | Željezničar Sarajevo | Bosnie-Herzégovine |               |
| 2003-2004     | NK Široki Brijeg     | Bosnie-Herzégovine |               |